# العمى في الأدب

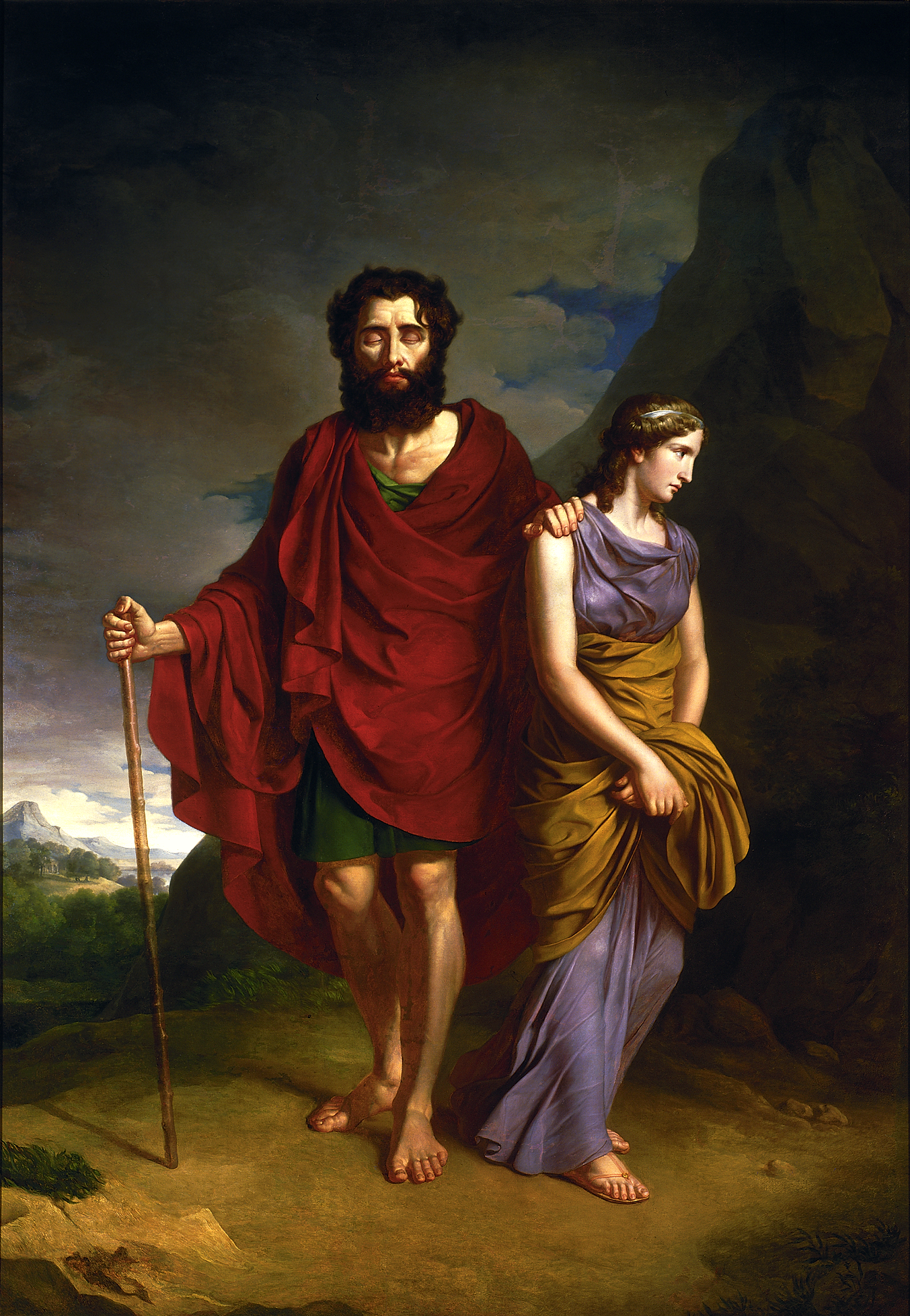
برودوفسكي أوديب وأنتيجون

العمى في الأدب لقد صوّرت ثقافات مختلفة عبر التاريخ العمى بمختلف الطرق، فعلى سبيل المثال كان العمى يعد عند اليونانيين عقابا من الآلهة يعوّض عنه الفرد المبتلى بشكل من اشكال العبقرية الفنية. بينما نظر الأدب المسيحي-اليهودي إلى العمى على أنه عيب لا تتجلى محبة الله إلا بعلاجه؛ حيث يُرفع الحجاب عن بصر المصاب عند لمس رجل تقي أو آثار مقدّسة. وقد كان يُعتقد أن الناس المصابين بالعمى يجلبون هذه الحالة على أنفسهم في الأدب المبكّر بلا استثناءات تقريبا؛ من خلال ارتكابهم الخطيئة أو التعدّي على الآلهة، دون أن يلعبوا أبداً الدور الوحيد في علاجها.

## شخصيات كفيفة كتب عنها مؤلفين مبصرين
إنه لمن المستحيل أن نعمم على الطريقة التي عومل بها المصابون بالعمى في الأدب بعد هذه النقطة، فهُم صُوّروا على أنهم رائعين وموهوبين وأشرار وخبيثين وجاهلين وحكماء وقليلي الحيلة وبريئين ومتعِبين أيضاً، اعتماداً على من يكتب القصة. إلا أن العمى يُعد خسارة تترك أثراً يُتعذّر محوه من شخصية الفرد.
و حتى الروّاد في تدريب المكفوفين مثل دوروثي هاريسون يوستس قاموا بتعزيز الصور النمطية السيئة عنهم، وقد اعتاد المكفوفون برأيها على ارضاء الآخرين وعلى كونهم خنوعين ومتذمّرين.
كتب الأب توماس كارول مؤسس مركز كارول للمكفوفين كتاب «العمى: ما هو، ما يفعل، وكيفيّة التعايش معه» في عام 1961، وقد وصف العمى على شكل 20 خسارة وعلى أنه «وفاة» الفرد المبصر.
يروي المؤلّف جوناشيرو تنيزاكي في كتاب «موموكو مونوغتاري» مجددا قصة أودا نوبوناغا وتيوتومي هديوشي من وجهة نظر خادم أعمى، وتصوّر الشخصية على أنها تُظهر عدداً من الفضائل اليابانية التقليدية ولكنّها في النهاية تقع ضحية عيوبها الإنسانية.
تعد القصّة القصيرة "بلد العميان” للكاتب هربرت جورج ويلز واحدة من أشهر القصص التي تضم شخصيات كفيفة. في القصة يجد رجل بارز نفسه في بلد انعزل عن العالم لقرون، حيث كل سكانه مصابون بالعمى مثلما كان أسلافهم أيضاً. ويصوّر هؤلاء الناس على أنهم مكتفون ذاتياً من خلال تطويرهم لحواسّهم الأخرى ولكنهم بالنهاية منغلقو الفكر وضيّقو الأفق لدرجة أنهم أصبحوا يعانون من الرهاب من الأجانب، وبسبب فقدانهم بصرهم فإنهم يرغبون بحرمان المسافر من بصره في قصة الركود الاستعارية هذه.
تخبر رواية «كل الضوء الذي ليس بإمكاننا رؤيته» الحاصلة على جائزة بوليتزر للكاتب آنثوني دوير قصّة ماري لوري ليبلانك وهي فتاة صغيرة بالعمر تصاب بالعمى بشكل كامل نتيجة أصابتها بحالة إعتام عدسة العين في سن السادسة، وتُبقي من حدّة ذكائها بوساطة علب الألغاز المعقّدة التي يقوم والدها بنحتها، وأيضاً من خلال الروايات المطبوعة بطريقة «بريل» للمكفوفين.

## أدب لأشخاص مكفوفين
وقد ساهم المكفوفون وضعيفو البصر في الأدب العام لقرون عديدة، ووأفضل مثال على ذلك هو مؤلّف كتاب «الفردوس المفقود» جون ميلتون، إلا أن مواد السيرة الذاتية أو المواد الخاصة بالعمى تعتبر جديدة نسبياً. كما أن معظم الناس على معرفة بالمؤلّفة هيلين كيلر التي اصيبت بالعمى والصمم، إلّا أن هنالك تقدّم ملحوظ منذ نشر أعمالها.
- كتب المؤلّف الكفيف توم سوليفان عدّة كتب ملهمة ومن ضمنها كتاب «لو كان بإمكانك رؤية ما أسمع» الذي يتطرّق لحياته وإنجازاته.
- ناقش الكاتب جورج لويس بورغس الذي عانى من حالة خلقية سببت له العمى في منتصف عمره وضعه في العديد من كتب السيرة الذاتيّة وشبه السيرة الذاتيّة.
- كتب المؤلّف ستيفن كوسيستو عن تجربته باعتباره شخصاً مصاباً بالعمى في كتاب «كوكب العميان» وفي مذكراته القادمة «التنصّت: حياة بالأذن».
- كتب المحاضر الجامعي جون هول عن إصابته بالعمى في كتاب «لمس الصخور: تجربة في العمى».
- كتاب «الشعر المأثور» للكاتب الألماني ريتمار فون زويتر في القرن الثالث عشر الذي تضمّنه كتاب «كودكس مانيس».
- كتبت المؤلّفة جورجينا كليج المصابة بالعمى منذ عمر الحادية عشر عن حياتها وعن مدى تأثرها بالمفاهيم الثقافية للعمى في كتاب «البصر الغير مرئي».
- أصيبت الكاتبة سالي هوبرت اليكسانر بالعمى في الخامسة والعشرين من عمرها حين كانت معلّمة خلال السبعينيات بسبب مرض في العين، وقد كتبت ثلاثة كتب سيرة ذاتيّة على الأقل عن تكيّفها مع العمى.
- التحق المؤلّف الفرنسي جاك لوسيران الذي فقد بصره في سن السابعة حين أصيبت عيناه بالضرر إثر إصطدامه بزاوية حادة لمكتب معلّم بالمقاومة الفرنسية خلال الحرب العالمية الثانية، وقد أمضى سنة في معسكرات الاعتقال لينجو من التجربة ويؤلّف عدّة كتب. تتطرّق سجلّات «ومن ثمة هناك ضوء» إلى تجاربه منذ طفولته المبكّرة إلى حين تحرره من معسكر الاعتقال.